# Alexander Djiku
Alexander Djiku (n. 9 august 1994, Montpellier, Franța) este un fotbalist francez și ghanez liber de contract, care joacă pe post de fundaș. Este membru al echipei naționale a Ghanei.